# Палезо (округ)
Округ Палезо (фр. Arrondissement de Palaiseau) — округ у Франції, в департаменті Ессонн. 2023 року округ об'єднував 68 муніципалітетів, населення становило 632 931 особу.
Адміністративний центр (супрефектура) — Палезо.

## Склад
Округ включає в себе 19 кантонів:
| Кантон               | Площа, км² | Населення, осіб | Рік  | Адміністративний центр | Кількість муніципалітетів |
| -------------------- | ---------- | --------------- | ---- | ---------------------- | ------------------------- |
| Арпажон              | 62,80      | 43414           | 2007 | Арпажон                | 10                        |
| Атіс-Монс            | 14,70      | 37641           | 2007 | Атіс-Монс              | 2                         |
| Б'євр                | 46,18      | 27595           | 2007 | Б'євр                  | 6                         |
| Бретіньї-сюр-Орж     | 48,02      | 35583           | 2007 | Бретіньї-сюр-Орж       | 5                         |
| Вільбон-сюр-Іветт    | 28,13      | 22918           | 2007 | Вільбон-сюр-Іветт      | 5                         |
| Жиф-сюр-Іветт        | 11,60      | 21736           | 2007 | Жиф-сюр-Іветт          | 1                         |
| Жувізі-сюр-Орж       | 4,04       | 23248           | 2007 | Жувізі-сюр-Орж         | 2                         |
| Юліс                 | 5,52       | 24528           | 2007 | Лез-Юліс               | 1                         |
| Лонжумо              | 13,37      | 42223           | 2007 | Лонжумо                | 4                         |
| Лімур                | 101,59     | 23832           | 2007 | Лімур                  | 12                        |
| Массі Західний       | 3,96       | 21801           | 2007 | Массі                  | 1                         |
| Массі Східний        | 5,47       | 18585           | 2007 | Массі                  | 1                         |
| Монлері              | 46,42      | 38921           | 2007 | Монлері                | 7                         |
| Орсе                 | 12,14      | 26184           | 2007 | Орсе                   | 2                         |
| Палезо               | 18,92      | 40357           | 2007 | Палезо                 | 2                         |
| Савіньї-сюр-Орж      | 5,17       | 28374           | 2007 | Савіньї-сюр-Орж        | 1                         |
| Сен-Мішель-сюр-Орж   | 5,29       | 20148           | 2007 | Сен-Мішель-сюр-Орж     | 1                         |
| Сент-Женев'єв-де-Буа | 9,27       | 34411           | 2007 | Сент-Женев'єв-де-Буа   | 1                         |
| Шиї-Мазарен          | 19,48      | 35200           | 2007 | Шиї-Мазарен            | 3                         |

## Населені пункти
Найбільші населені пункти округу з населенням понад 5 тисяч осіб:
| Муніципалітет          | Населення, осіб | Рік  | Кантон                          |
| ---------------------- | --------------- | ---- | ------------------------------- |
| Массі                  | 40386           | 2007 | Массі Західний, Массі Східний   |
| Савіньї-сюр-Орж        | 37469           | 2007 | Савіньї-сюр-Орж, Жувізі-сюр-Орж |
| Сент-Женев'єв-де-Буа   | 34411           | 2007 | Сент-Женев'єв-де-Буа            |
| Атіс-Монс              | 30462           | 2007 | Атіс-Монс                       |
| Палезо                 | 30149           | 2007 | Палезо                          |
| Лез-Юліс               | 24528           | 2007 | Лез-Юліс                        |
| Бретіньї-сюр-Орж       | 22837           | 2007 | Бретіньї-сюр-Орж                |
| Жиф-сюр-Іветт          | 21736           | 2007 | Жиф-сюр-Іветт                   |
| Лонжумо                | 21166           | 2007 | Лонжумо                         |
| Сен-Мішель-сюр-Орж     | 20148           | 2007 | Сен-Мішель-сюр-Орж              |
| Шиї-Мазарен            | 18577           | 2007 | Шиї-Мазарен                     |
| Орсе                   | 16411           | 2007 | Орсе                            |
| Верр'єр-ле-Бюїссон     | 15805           | 2007 | Б'євр                           |
| Жувізі-сюр-Орж         | 14153           | 2007 | Жувізі-сюр-Орж                  |
| Моранжис               | 11511           | 2007 | Шиї-Мазарен                     |
| Епіне-сюр-Орж          | 10261           | 2007 | Лонжумо                         |
| Іньї                   | 10208           | 2007 | Палезо                          |
| Арпажон                | 9918            | 2007 | Арпажон                         |
| Бюр-сюр-Іветт          | 9773            | 2007 | Орсе                            |
| Вільбон-сюр-Іветт      | 9637            | 2007 | Вільбон-сюр-Іветт               |
| Сен-Жермен-лез-Арпажон | 9146            | 2007 | Арпажон                         |
| Маркуссі               | 7736            | 2007 | Монлері                         |
| Паре-В'єй-Пост         | 7179            | 2007 | Аті-Мон                         |
| Вільмуассон-сюр-Орж    | 6879            | 2007 | Лонжумо                         |
| Ла-Віль-дю-Буа         | 6833            | 2007 | Монлері                         |
| Лонпон-сюр-Орж         | 6609            | 2007 | Монлері                         |
| Монлері                | 6455            | 2007 | Монлері                         |
| Лімур                  | 6344            | 2007 | Лімур                           |
| Ліна                   | 6290            | 2007 | Монлері                         |
| Еглі                   | 5240            | 2007 | Арпажон                         |
| Віссу                  | 5112            | 2007 | Шиї-Мазарен                     |

## Муніципалітети
Список муніципалітетів округу та їхні коди INSEE:
1. Авренвіль (91041)
2. Анжервільє (91017)
3. Арпажон (91021)
4. Атіс-Монс (91027)
5. Балленвільє (91044)
6. Б'євр (91064)
7. Бреє (91105)
8. Бретіньї-сюр-Орж (91103)
9. Брі-су-Форж (91111)
10. Брюєр-ле-Шатель (91115)
11. Булле-ле-Тру (91093)
12. Бюр-сюр-Іветт (91122)
13. Верр'єр-ле-Бюїссон (91645)
14. Вільбон-сюр-Іветт (91661)
15. Вільє-ле-Бакль (91679)
16. Вільє-сюр-Орж (91685)
17. Вільжуст (91666)
18. Вільмуассон-сюр-Орж (91667)
19. Віссу (91689)
20. Воаллан (91635)
21. Вогриньєз (91634)
22. Гібвіль (91292)
23. Гометс-ла-Віль (91274)
24. Гометс-ле-Шатель (91275)
25. Еглі (91207)
26. Епіне-сюр-Орж (91216)
27. Жанврі (91319)
28. Жиф-сюр-Іветт (91272)
29. Жувізі-сюр-Орж (91326)
30. Іньї (91312)
31. Курсон-Монтелу (91186)
32. Ла-Віль-дю-Буа (91665)
33. Ла-Норвіль (91457)
34. Ле-Мольєр (91411)
35. Ле-Плессі-Пате (91494)
36. Левіль-сюр-Орж (91333)
37. Ледевіль (91332)
38. Лез-Юліс (91692)
39. Лімур (91338)
40. Ліна (91339)
41. Лонжюмо (91345)
42. Лонпон-сюр-Орж (91347)
43. Маркуссі (91363)
44. Мароль-ан-Юрепуа (91376)
45. Массі (91377)
46. Монлері (91425)
47. Моранжис (91432)
48. Нозе (91458)
49. Олленвіль (91461)
50. Орсе (91471)
51. Палезо (91477)
52. Паре-В'єй-Пост (91479)
53. Пеккез (91482)
54. Савіньї-сюр-Орж (91589)
55. Сакле (91534)
56. Сен-Врен (91579)
57. Сен-Жан-де-Борегар (91560)
58. Сен-Жермен-лез-Арпажон (91552)
59. Сен-Мішель-сюр-Орж (91570)
60. Сен-Морис-Монкуронн (91568)
61. Сент-Женев'єв-де-Буа (91549)
62. Сент-Обен (91538)
63. Со-ле-Шартре (91587)
64. Фонтене-ле-Брі (91243)
65. Форж-ле-Бен (91249)
66. Шамплан (91136)
67. Шептенвіль (91156)
68. Шиї-Мазарен (91161)